# Venusia sikkimensis
Venusia sikkimensis là một loài bướm đêm trong họ Geometridae.